# تاتیانا دهندژوگاوا
تاتیانا دهندژوگاوا (روسی: Татьяна Джанджгава, née Шалимова؛ زادهٔ ۲۵ فوریهٔ ۱۹۶۴) بازیکن هندبال اهل اتحاد جماهیر شوروی سوسیالیستی است.